# Aegiochus vigilans
Aegiochus vigilans är en kräftdjursart som först beskrevs av William Aitcheson Haswell 1881.  Aegiochus vigilans ingår i släktet Aegiochus och familjen Aegidae. Inga underarter finns listade i Catalogue of Life.